# Hiniiru
Hiniiru (ヒニイル) es un manga escrito e ilustrado por Yūichi Katō.

## Trama
Hace diez años, una forma negra apareció en el cielo y destruyó la ciudad debajo. Kagerou y Momiji eran niños cuando ocurrió la destrucción, y se han convertido en adolescentes bajo la misteriosa estructura. Hay una atracción innegable entre estos dos amigos, pero Kagerou duda en confesar sus sentimientos porque siente que es demasiado débil para protegerla.
Un día, la estructura vuelve a actuar, enviando extrañas bolas que se comen a las personas y las transforman en monstruos. El encuentro de Kagerou y Momiji ese día los cambia para siempre. Kagerou es llevado a una organización que le explica que ahora es una "ascua" y que Momiji es una "escoria" no humana, útil solo como material experimental. Sin embargo, Kagerou no puede aceptar esto y está decidido a hacer todo lo que esté a su alcance para proteger a la chica que ama.